# Il romanzo di un giovane povero (film 1935)
Il romanzo di un giovane povero (Le roman d'un jeune homme pauvre) è un film del 1935 diretto da Abel Gance.